# Stadionul Trans-Sil
Stadionul Trans-Sil este un stadion polivalent din Târgu Mureș, România. A fost folosit mai ales pentru meciuri de fotbal și a fost terenul de acasă al echipei AS Ardealul Târgu Mureș până la desființarea acesteia în 2018. Are o capacitate totală de 8.250 de spectatori. În prezent, stadionul se află într-o stare avansată de degradare și nu poate găzdui meciuri cu spectatori.

## Istoric
Stadionul a fost construit în 2007. 
În prima jumătate a anului 2010 s-au pornit lucrări de extindere a capacității acestuia la 8 200 de locuri, s-au instalat turnicheți, culminând cu inaugurarea instalației de nocturnă în luna august 2011.
Meciul de  fotbal contând pentru etapa inaugurală a Ligii 1 dintre FC Brașov și Gaz Metan Mediaș s-a disputat pe terenul Transil, din Târgu-Mureș, începând cu ora 18.30. Brașovenii au optat pentru terenul FCM-ului pentru acest meci, în condițiile în care stadionul “Tineretului” din Brașov este suspendat din cauza incidentelor din semifinala Cupei României cu Steaua, disputată în urmă cu două luni. 
FCM Tg. Mureș - Steaua București, a fost meciul cu recordul de asistența, din data de 21-03-2012 când 7.500 de tichete au fost vândute.
În data de 31 martie 2014 a avut loc un alt meci fără nici o echipă din Târgu Mureș ca și gazdă. Meciul a fost disputat între cluburile U Cluj și Gaz Metan Mediaș din cadru ligii I, U Cluj neputând disputa meciul pe teren propriu stadionul fiind suspendat după intrarea suporterilor pe teren la finalul derbiului cu CFR Cluj.
În 22/09/2014, Clubul ASA Târgu-Mureș s-a alăturat demersului făcut de CFR Cluj în 2009, de a interzice consumul de semințe din incinta stadionului. Alte cluburi cu decizii similare au fost FC Vaslui, Steaua, Gaz Metan Mediaș, Universitatea Cluj, precum și de administrația Arenei Naționale din București.

## Legături externe

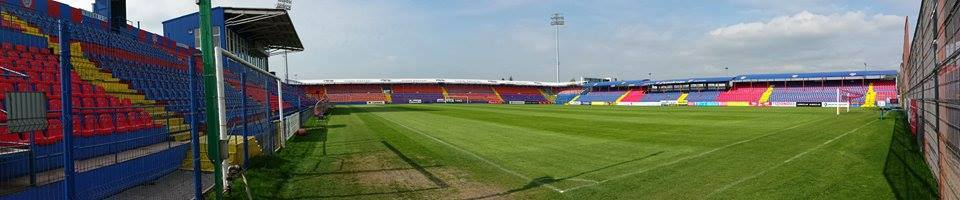